# Trachea leucochlora
Trachea leucochlora là một loài bướm đêm trong họ Noctuidae.